# Emergency (organizacja)

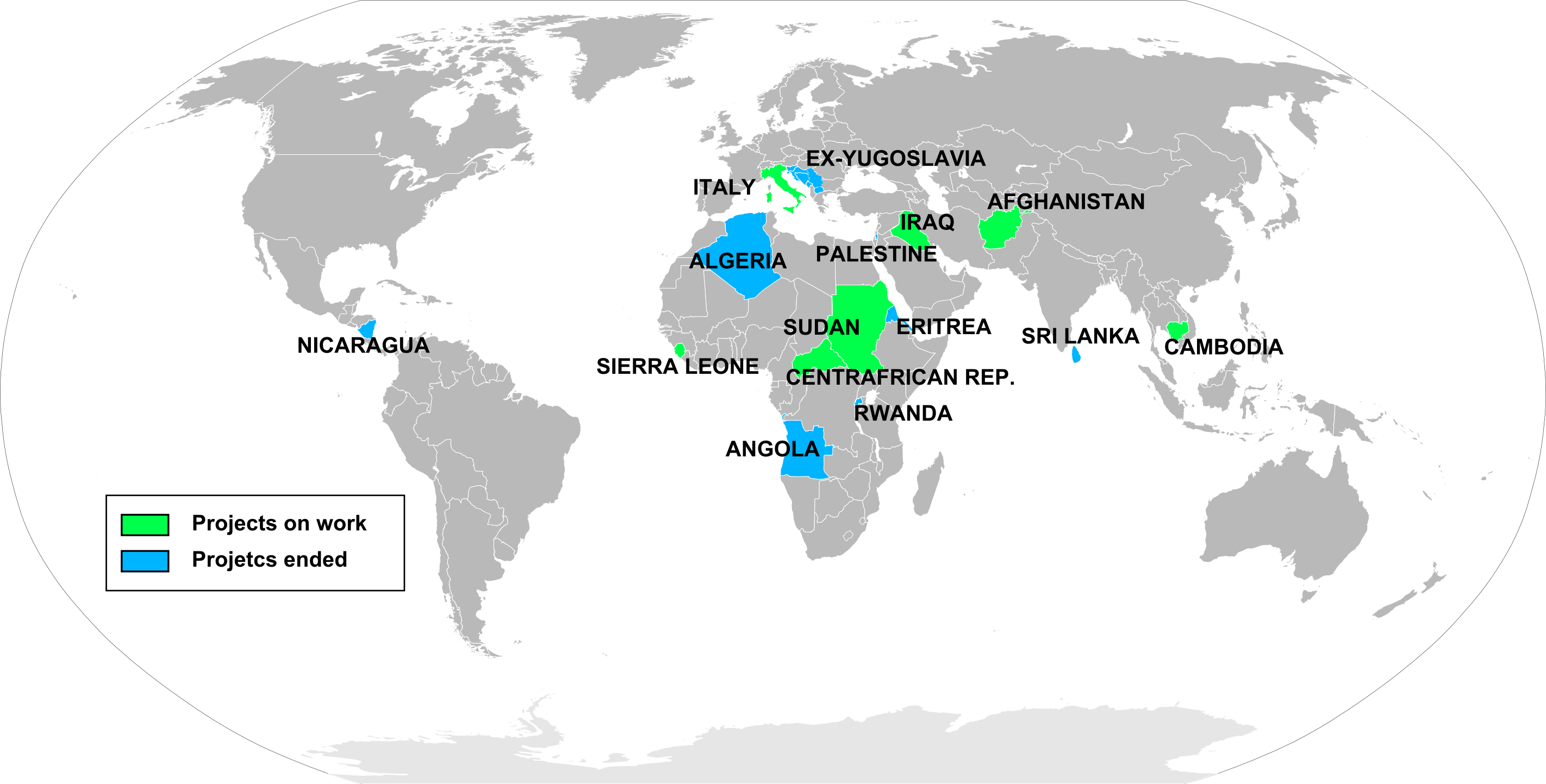
Mapa krajów, w których Emergency prowadzi lub prowadziła działalność

Emergency – organizacja pozarządowa, udzielająca bezpłatnej medycznej pomocy ofiarom wojen, min lądowych i głodu.
Organizację założył w 1994 włoski chirurg Gino Strada. Pomiędzy 1994 a 2013 Emergency udzieliła bezpłatnej pomocy ponad 6 milionów ludzi na całym świecie. W 2015 otrzymała nagrodę Right Livelihood Award.